# Alariaceae
Az Alariaceae a sárgásmoszatok törzsébe tartozó család.

## Rendszerezés
A családba az alábbi 10 nemzetség tartozik:
- Alaria Greville, 1830 - típusnemzetség
- Aureophycus H.Kawai, T.Hanyuda, Lindeberg & S.C.Lindstrom, 2008
- Eualaria Areschoug, 1884
- Hirome K.Yendo, 1903
- Lessoniopsis Reinke, 1903
- Pleurophycus Setchell & Saunders ex J.Tilden, 1900
- Pterygophora Ruprecht, 1852
- Undaria Suringar, 1873
- Undariella Y.P.Petrov & O.G.Kusakin, 1997
- Undariopsis K.Miyabe & K.Okamura, 1902